# Jampa Phuntsok
Jampa Phuntsok, även känd som Qiangba Puncog, född i maj 1947 i Chamdo, Tibet, är en tibetansk-kinesisk politiker som var ordförande i den autonoma regionen Tibet 2003–2010.
Han gick med i Kinas kommunistiska parti 1974 och studerade vid Chongqings universitet. Jampa var länge verksam som tekniker och arbetade vid en fabrik för jordbruksmaskiner i Chengdu i 10 år. 1980, blev han förste kommissar i den militära avdelningen Bomi-härad i prefekturen Nyingtri. År 1997 blev han partisekreterare i Lhasa.
2002 blev han invald i Centralkommittén i Kinas kommunistiska parti som suppleant.
2003 blev han utnämnd till ordförande i den autonoma regionen Tibet. Han kom i rampljuset i samband med det tibetanska upproret våren 2008, då till skillnad från sin kollega Zhang Qingli stannade i Peking och gjorde uttalande till utländska journalister. Han avgick i januari 2010 och efterträddes av Padma Thrinley.